# Rouslan Stefantchouk
Rouslan Oleksiyovych Stefantchouk (en ukrainien : Руслан Олексійович Стефанчук) est un avocat, juriste et homme politique ukrainien.
Proche de Volodymyr Zelensky, il est généralement considéré comme l'idéologue principal du parti Serviteur du peuple. Il préside la Rada depuis 2021, membre du Conseil de défense et de sécurité nationale d'Ukraine.

## Biographie

### Origines et formation
Stefantchouk est né le 29 octobre 1975 à Ternopil.
Il a suivi les cycles d'enseignements suivants :
- enseignement secondaire général (avec distinction), lycée d'enseignement général no 18, à Khmelnytskyï, 1992 ;
- enseignement supérieur (diplôme d'excellence), spécialisation en droit à l'Université de gestion et de droit de Khmelnytskyï (1997) ;
- enseignement supérieur, spécialisation Gestion du domaine de la production, Université nationale de technologie de Khmelnytskyï (1997).

### Carrière et parcours politique
En tant que collaborateur du député Anatoliy Matviyenko du bloc Notre Ukraine- Autodéfense populaire et du vice-premier ministre Stepan Koubiv il a participé à la vie politique,.
En 2010, il est lauréat du prix du conseil des Ministres de l'Ukraine pour les réalisations spéciales de la jeunesse dans le développement de l'Ukraine pour ses réalisations scientifiques en la matière (décret du conseil des Ministres de l'Ukraine du 16.06.2010 ;1234-p).
En 2011-2013, il dirige le département des problèmes de développement de la législation à l'Institut de législation de la Rada d'Ukraine. Jusqu'en 2019, il n'est engagé que dans des activités scientifiques au sein de l'université Khmelnytskyï et à l'académie nationale du ministère public de l'Ukraine,.

### Conseiller du président de l'Ukraine
Le 18 avril 2019, le candidat à la présidence Volodymyr Zelensky, lors du débat télévisé Le Droit au pouvoir, présente Stefantchouk comme l'une des figures clé de son équipe, l'idéologue du parti Serviteur du peuple, ainsi que comme l’expert de son projet de réforme des institutions.
Depuis le 21 mai 2019, il est conseiller présidentiel et représentant de ce dernier à la Rada suprême,,.
Il est candidat en deuxième position sur la liste du parti Serviteur du peuple lors des élections législatives de 2019 ,. Il est élu vice-président de la Rada le 29 août 2019.
Le 7 octobre 2021, la Rada vote la destitution de Dmytro Razoumkov de son poste de président du Parlement. Le jour suivant, Stefanchuk lui succède avec 261 voix.

## Activité scientifique
En matière d'activité scientifique, Rouslan Stefantchouk aborde les problèmes de la théorie générale du droit, le droit des personnes, le droit des obligations, le droit pénal, le droit civil européen, les activités de la Cour européenne des droits de l'homme, le droit médical, le droit de l'éducation et des sciences.

## Publications
Stefantchouk a publié plus de 500 ouvrages scientifiques et pédagogiques.